# Gradac (gmina Raška)
Gradac (cyr. Градац) – wieś w Serbii, w okręgu raskim, w gminie Raška. W 2011 roku liczyła 246 mieszkańców.